# District de Luogang
Le district de Luogang (萝岗区 ; pinyin : Luógāng Qū) est une subdivision administrative de la province du Guangdong en Chine. Il est placé sous la juridiction de la ville sous-provinciale de Guangzhou (Canton).